# Raazi
Pour plus de détails, voir Fiche technique et Distribution.
Raazi (qui peut se traduire par Volontaire) est un thriller d'espionnage indien en hindi sorti en 2018. Le film est réalisé par Meghna Gulzar et produit par Vineet Jain, Karan Johar, Hiroo Yash Johar et Apoorva Mehta, sous les bannières de Junglee Pictures et Dharma Productions, et met en vedette Alia Bhatt, aux côtés de Vicky Kaushal, Rajit Kapur, Shishir Sharma et Jaideep Ahlawat.
Le film est une adaptation du roman Calling Sehmat publié en 2008 par Harinder Sikka, basé sur l’histoire vraie d’une agente indienne du RAW (Research and Analysis Wing, les services de renseignement extérieurs de l’Inde) qui, à la demande de son père, épouse un officier pakistanais pour transmettre des informations à l’Inde, juste avant la guerre indo-pakistanaise de 1971.
Le tournage principal de Raazi a commencé en juillet 2017 à Mumbai et s’est achevé le 27 octobre 2017. Il a été réalisé dans divers lieux, notamment Patiala, Nabha, Malerkotla et Doodhpathri.
Raazi est sorti le 11 mai 2018. Réalisé avec un budget de 350 millions de roupies (environ 4,1 millions de dollars), le film a rapporté 1,9575 milliard de roupies (environ 23 millions de dollars) dans le monde, devenant ainsi l’un des plus grands succès du cinéma indien avec une femme en rôle principal. Le film a aussi été un succès critique, salué notamment pour la réalisation de Meghna Gulzar et la performance d’Alia Bhatt.
Lors de la 64e cérémonie des Filmfare Awards, Raazi a reçu 15 nominations et remporté 5 prix principaux (à égalité avec Andhadhun), dont Meilleur film, Meilleure réalisation (Gulzar) et Meilleure actrice (Bhatt).

## Synopsis
Avant la guerre de libération du Bangladesh en 1971, Hidayat Khan est un agent des services de renseignement indiens infiltré en tant qu’informateur auprès de l’armée pakistanaise. Se faisant passer pour un traître indien vendant des secrets au Pakistan, il se lie d’amitié avec le brigadier Parvez Syed de l’armée pakistanaise et apprend qu’une opération est en préparation contre l’Inde.
Craignant de ne pas vivre assez longtemps pour obtenir plus d’informations en raison d’un cancer du poumon, il demande à sa fille de 20 ans, Sehmat — étudiante à l’Université de Delhi — de devenir agente infiltrée pour le RAW (Research and Analysis Wing), l’agence indienne de renseignement extérieur. Pour ce faire, elle épouse, par mariage arrangé, le fils cadet de Syed, le major Iqbal, officier de l’armée pakistanaise.
Sehmat rejoint le RAW et est formée par l’agent senior Khalid Mir et son assistant, Nikhil Bakshi. Malgré sa jeunesse et son manque d’expérience, elle apprend vite et impressionne ses supérieurs par son talent pour l’espionnage.
Après le mariage, elle s’installe à Rawalpindi, au siège de l’armée pakistanaise, dans la maison d’Iqbal. Elle gagne la confiance de toute la famille, à l’exception d’Abdul, le serviteur fidèle de Syed. Iqbal, homme bienveillant, est patient avec elle et s’excuse souvent pour les remarques désobligeantes de son père envers l’Inde. Des sentiments naissent entre eux, leur mariage est consommé, et ils tombent amoureux. Malgré cela, Sehmat reste fidèle à sa mission et établit des canaux de communication avec ses contacts en Inde, à qui elle transmet des informations.
Quand Syed est promu général de division, des documents cruciaux et des officiers de haut rang passent par sa maison. Sehmat découvre ainsi qu’une attaque est planifiée contre l’Inde, impliquant un sous-marin pakistanais ciblant le porte-avions indien INS Vikrant, alors stationné dans la baie du Bengale. Un jour, Abdul découvre les outils de communication de Sehmat dans sa salle de bain et comprend qu’elle est une espionne indienne. Il court prévenir Syed, obligeant Sehmat à l’écraser avec une jeep militaire, ce qui la bouleverse profondément. Avant de mourir, Abdul tente de révéler son identité à l’hôpital. Le frère aîné d’Iqbal, Mehboob, ouvre une enquête.
Avant qu’il ne transmette ses soupçons à l’ISI (les services de renseignement pakistanais), Sehmat l’empoisonne à contrecœur. Réalisant que sa couverture est en danger, Khalid Mir vient la voir déguisé et lui transmet un plan d’évasion.
Plus tard, Iqbal découvre les outils de communication cachés dans la chambre d’Abdul ainsi qu’un morceau de bracelet qu’il avait offert à Sehmat, comprenant ainsi la vérité. Le coeur brisé, il la confronte. Sehmat, en larmes, le met en joue et lui dit que son devoir est envers son pays. Avant que la situation ne dégénère, le jeune fils de Mehboob — que Sehmat aidait à chanter une chanson patriotique pour la fête de l’armée — entre précipitamment dans la pièce, ce qui lui permet de s’échapper.
Sachant que sa mission exigerait de tuer l’enfant et son chauffeur pour garder son identité secrète, elle s’éloigne sans le faire. Déguisée en burqa, elle atteint le point de rendez-vous. Iqbal l’y retrouve et informe l’ISI. Mais lorsque Mir les aperçoit, il ordonne à son équipe d'agents infiltrés du RAW de tirer sur Sehmat, puis lance une grenade, tuant apparemment Sehmat et Iqbal.
Mir et son équipe se réfugient dans une planque. Là, la véritable Sehmat arrive, révélant que la femme tuée avec Iqbal était une autre agente avec qui elle avait échangé sa place juste avant que ce dernier ne la retrouve.
Traumatisée par la mort d’Iqbal et les ordres de Mir, Sehmat retourne dans sa ville natale avec l’équipe du RAW. Peu après son arrivée, elle s’évanouit et découvre qu’elle est enceinte. Elle décide de garder l’enfant d’Iqbal.
Des images d’archives révèlent ensuite que, grâce aux informations fournies par Sehmat, la marine indienne a réussi à couler le sous-marin pakistanais PNS Ghazi avant qu’il ne puisse attaquer l’INS Vikrant.
De nos jours, le lieutenant-général Nikhil Bakshi de l’armée indienne s’adresse à un groupe d’officiers et de cadets de l’Académie nationale de défense à bord du porte-avions INS Viraat, au large de Visakhapatnam. Parmi eux se trouve le colonel Samar Syed, qui s’avère être le fils de Sehmat et Iqbal. 
Les sacrifices de Sehmat Khan sont honorés. Le film se termine par l’image d’un bungalow dans un lieu inconnu, où Sehmat, désormais âgée, vit seule, sous protection.

## Fiche technique
- Titre original : Raazi
- Réalisation : Meghna Gulzar
- Scénario : Bhavani Iyer, Meghna Gulzar
- Musique :Shankar–Ehsaan–Loy
- Parolier : Gulzar
- Photographie : Jay I. Patel
- Montage :  Nitin Baid
- Production :
  - Junglee Pictures
  - Dharma Productions
- Langue : hindi
- Pays d'origine : Inde
- Date de sortie :
  - 11 mai 2018 en Inde
- Format : Couleurs
- Genre : drame, thriller, espionnage
- Durée : 140 minutes

## Distribution
- Alia Bhatt : Sehmat Syed (née Khan)
- Vicky Kaushal : Iqbal Syed
- Jaideep Ahlawat : Manav Chaudhary (alias Khalid Mir)
- Rajit Kapur : Hidayat Khan
- Shishir Sharma : Brigadier (later Major-General) Parvez Syed
- Soni Razdan : Teji Khan
- Amruta Khanvilkar : Munira Syed
- Arif Zakaria : Abdul Ahmed
- Ashwath Bhatt : Mehboob Syed
- Aman Vasishth : Nikhil Bakshi
- Rajesh Jais : Sarwar
- Sanjay Suri : Samar Syed (cameo appearance)

## Réception

### Critique
Raazi a reçu un accueil critique universellement positif. Sur le site agrégateur de critiques Rotten Tomatoes, 100 % des 11 critiques sont favorables, avec une note moyenne de 7,9/10.
Anna M. M. Vetticad de Firstpost a qualifié le film de drame d’espionnage haletant et déchirant, lui attribuant 4,5 étoiles sur 5. The Times of India a donné au film une note de 4 sur 5, déclarant que « Raazi réinvente le genre du thriller d’espionnage avec des émotions, plutôt qu’avec des explosions. » Rohit Vats du Hindustan Times a salué la performance d’Alia Bhatt et a attribué au film la note de 4 sur 5, disant que « Raazi est un film bien écrit et magnifiquement interprété qui porte un regard attentif sur la vie ordinaire de personnes extraordinaires. À ne pas manquer. »
Shalini Langer de The Indian Express a félicité la réalisatrice Meghna Gulzar pour ne pas avoir laissé Raazi devenir un « spectacle chauvin tapageur » et a donné une note de 3,5 sur 5, ajoutant que « dans une époque où la haine et la colère dominent le sous-continent, un film comme Raazi devait être réalisé. »
Meena Iyer du Daily News and Analysis a donné une note de 4 sur 5, disant que « le film avec Alia Bhatt et Vicky Kaushal va vous époustoufler ! » Sukanya Verma de Rediff.com a apprécié les performances d’acteurs, la musique composée par Shankar–Ehsaan–Loy, la cinématographie ainsi que le montage, donnant au film une note de 4 sur 5 et déclarant que « Raazi est une rareté. Il est intense, captivant, intelligent, sombre, triste, lyrique, sincère, pertinent et subtil. »
Rajeev Masand de News18 a donné une note de 3,5, qualifiant Bhatt de « cœur battant de Raazi », et a déclaré : « Le film est admirable car c’est un thriller mesuré et pour la plupart intelligent qui nous invite à réfléchir sur le patriotisme et l’honneur sans nous nourrir d’une musique de fond manipulatrice ou de dialogues provocateurs. »
Bollywood Hungama a donné au film une note de 3,5 sur 5, disant que « Raazi est un thriller intéressant brillamment raconté par Meghna Gulzar, qui offre une expérience de visionnage mature. C’est un film qui célèbre un nationalisme dénué de toute connotation religieuse. »
Suhani Singh de India Today a donné au film 2,5 étoiles sur 5, affirmant que « Alia Bhatt vole la vedette dans ce thriller d’espionnage de Meghna Gulzar. »
Dans une critique négative, Kennith Rosario de The Hindu a commenté : « Raazi a beaucoup d’atouts, mais manque cruellement de nouveauté — que ce soit dans l’intrigue, le message ou la capacité de Bhatt à pleurer. »
Raja Sen de NDTV a donné une note de 3 sur 5, disant : « Il y a beaucoup à aimer dans ce film d’espionnage de Meghna Gulzar, mais Alia Bhatt rend difficile de prendre Raazi au sérieux. »
Nandini Ramnath de Scroll.in a déclaré : « Alia Bhatt brille dans un thriller d’espionnage confus et improbable. »

### Public
Raazi s’est classé dixième film hindi ayant généré le plus de recettes en 2018.
Il est devenu le deuxième film porté par une actrice principale à dépasser les 1 milliard de roupies indiennes nettes (environ 12 millions de dollars US / 11 millions d’euros) au box-office indien, après Tanu Weds Manu Returns.
Le film a rapporté plus de 15,8 milliards de roupies (environ 190 millions de dollars US / 176 millions d’euros) en Inde, devenant le plus grand succès au box-office d’Alia Bhatt à ce moment, dépassant Badrinath Ki Dulhania.
Au total, Raazi a généré environ 2,07 milliards de roupies (environ 24 millions de dollars US / 22 millions d’euros) dans le monde entier.

### Récompenses
| Award                                    | Date de la cérémonie | Catégorie                          | Récipiendaire                                                     | Result     | Ref.                 |
| ---------------------------------------- | -------------------- | ---------------------------------- | ----------------------------------------------------------------- | ---------- | -------------------- |
| Filmfare Awards                          | 23 mars 2019         | Meilleur film                      | Dharma Productions – Karan Johar, Hiroo Yash Johar, Apoorva Mehta | Lauréat    | [ 2 ] [ 3 ]          |
| Filmfare Awards                          | 23 mars 2019         | Meilleur film (Critique)           | Meghna Gulzar                                                     | Nomination | [ 2 ] [ 3 ]          |
| Filmfare Awards                          | 23 mars 2019         | Meilleure réalisation              | Meghna Gulzar                                                     | Lauréat    | [ 2 ] [ 3 ]          |
| Filmfare Awards                          | 23 mars 2019         | Meilleure actrice                  | Alia Bhatt                                                        | Lauréat    | [ 2 ] [ 3 ]          |
| Filmfare Awards                          | 23 mars 2019         | Meilleure actrice (Critique)       | Alia Bhatt                                                        | Nomination | [ 2 ] [ 3 ]          |
| Filmfare Awards                          | 23 mars 2019         | Meilleur direction musicale        | Shankar–Ehsaan–Loy                                                | Nomination | [ 2 ] [ 3 ]          |
| Filmfare Awards                          | 23 mars 2019         | Meilleur parolier                  | Gulzar – "Ae Watan"                                               | Lauréat    | [ 2 ] [ 3 ]          |
| Filmfare Awards                          | 23 mars 2019         | Meilleur parolier                  | Gulzar – "Dilbaro"                                                | Nomination | [ 2 ] [ 3 ]          |
| Filmfare Awards                          | 23 mars 2019         | Meilleur chanteur playback         | Arijit Singh – "Ae Watan"                                         | Lauréat    | [ 2 ] [ 3 ]          |
| Filmfare Awards                          | 23 mars 2019         | Meilleur chanteur playback         | Shankar Mahadevan – "Dilbaro"                                     | Nomination | [ 2 ] [ 3 ]          |
| Filmfare Awards                          | 23 mars 2019         | meilleure chanteuse playback       | Harshdeep Kaur, Vibha Saraf – "Dilbaro"                           | Nomination | [ 2 ] [ 3 ]          |
| Filmfare Awards                          | 23 mars 2019         | meilleure chanteuse playback       | Sunidhi Chauhan – "Ae Watan"                                      | Nomination | [ 2 ] [ 3 ]          |
| Filmfare Awards                          | 23 mars 2019         | meilleur scénario                  | Bhavani Iyer and Meghna Gulzar                                    | Nomination | [ 2 ] [ 3 ]          |
| Filmfare Awards                          | 23 mars 2019         | meilleur montage                   | Nitin Baid                                                        | Nomination | [ 2 ] [ 3 ]          |
| Filmfare Awards                          | 23 mars 2019         | meilleure bande originale          | Shankar–Ehsaan–Loy and Tubby                                      | Nomination | [ 2 ] [ 3 ]          |
| Festival du Film Indien de Melbourne     | 10 Aout 2018         | Meilleur film                      | Raazi                                                             | Nomination | [ 4 ]                |
| Festival du Film Indien de Melbourne     | 10 Aout 2018         | Meilleure réalisation              | Meghna Gulzar                                                     | Nomination | [ 4 ]                |
| Festival du Film Indien de Melbourne     | 10 Aout 2018         | Meilleure actrice                  | Alia Bhatt                                                        | Nomination | [ 4 ]                |
| International Indian Film Academy Awards | 18 septembre 2019    | Meilleur film                      | Raazi                                                             | Lauréat    | [ 5 ] [ 6 ]          |
| International Indian Film Academy Awards | 18 septembre 2019    | Meilleure réalisation              | Meghna Gulzar                                                     | Nomination | [ 5 ] [ 6 ]          |
| International Indian Film Academy Awards | 18 septembre 2019    | Meilleur acteur                    | Vicky Kaushal                                                     | Nomination | [ 5 ] [ 6 ]          |
| International Indian Film Academy Awards | 18 septembre 2019    | Meilleure actrice                  | Alia Bhatt                                                        | Lauréat    | [ 5 ] [ 6 ]          |
| International Indian Film Academy Awards | 18 septembre 2019    | Meilleur scénario                  | Harinder Singh Sikka                                              | Nomination | [ 5 ] [ 6 ]          |
| International Indian Film Academy Awards | 18 septembre 2019    | Meilleur direction musicale        | Shankar–Ehsaan–Loy                                                | Nomination | [ 5 ] [ 6 ]          |
| International Indian Film Academy Awards | 18 septembre 2019    | Meilleur parolier                  | Gulzar – "Ae Watan"                                               | Nomination | [ 5 ] [ 6 ]          |
| International Indian Film Academy Awards | 18 septembre 2019    | Meilleur chanteur de playback      | Arijit Singh – "Ae Watan"                                         | Lauréat    | [ 5 ] [ 6 ]          |
| International Indian Film Academy Awards | 18 septembre 2019    | Meilleure chanteuse de playback    | Harshdeep Kaur & Vibha Saraf – "Dilbaro"                          | Lauréat    | [ 5 ] [ 6 ]          |
| International Indian Film Academy Awards | 18 septembre 2019    | Meilleure chanteuse de playback    | Sunidhi Chauhan – "Ae Watan"                                      | Nomination | [ 5 ] [ 6 ]          |
| Mirchi Music Awards                      | 16 février 2019      | Parolier de l'année                | Gulzar – "Ae Watan (Male)"                                        | Lauréat    | [ 7 ] [ 8 ]          |
| Mirchi Music Awards                      | 16 février 2019      | Parolier de l'année                | Gulzar – "Dilbaro"                                                | Nomination | [ 7 ] [ 8 ]          |
| Mirchi Music Awards                      | 16 février 2019      | Chanson de l'année                 | "Dilbaro"                                                         | Nomination | [ 7 ] [ 8 ]          |
| Mirchi Music Awards                      | 16 février 2019      | Chanson de l'année                 | "Ae Watan (Male)"                                                 | Nomination | [ 7 ] [ 8 ]          |
| Mirchi Music Awards                      | 16 février 2019      | Album de l'année                   | Shankar–Ehsaan–Loy, Gulzar, Allama Iqbal                          | Nomination | [ 7 ] [ 8 ]          |
| Mirchi Music Awards                      | 16 février 2019      | Vocaliste masculin de l'année      | Arijit Singh – "Ae Watan (Male)"                                  | Nomination | [ 7 ] [ 8 ]          |
| Mirchi Music Awards                      | 16 février 2019      | Vocaliste féminine de l'année      | Harshdeep Kaur – "Dilbaro"                                        | Nomination | [ 7 ] [ 8 ]          |
| Mirchi Music Awards                      | 16 février 2019      | Vocaliste féminine de l'année      | Sunidhi Chauhan – "Ae Watan (Female)"                             | Nomination | [ 7 ] [ 8 ]          |
| Mirchi Music Awards                      | 16 février 2019      | Bande originale de l'année         | Shankar–Ehsaan–Loy and Tubby                                      | Nomination | [ 7 ] [ 8 ]          |
| Mirchi Music Awards                      | 16 février 2019      | Album de l'année (choix du public) | Shankar–Ehsaan–Loy, Gulzar, Allama Iqbal                          | Nomination | [ 7 ] [ 8 ]          |
| NBT Utsav Awards                         | 30 juin 2018         | Meilleure actrice                  | Alia Bhatt                                                        | Lauréat    | [ 9 ]                |
| News18 Reel Movie Awards                 | 26 March 2019        | Meilleure actrice                  | Alia Bhatt                                                        | Lauréat    | [ 10 ]               |
| News18 Reel Movie Awards                 | 26 March 2019        | Meilleur parolier                  | Gulzar                                                            | Lauréat    | [ 10 ]               |
| News18 Reel Movie Awards                 | 26 March 2019        | Meilleure chanteuse de playback    | Harshdeep Kaur, Vibha Saraf – "Dilbaro"                           | Lauréat    | [ 10 ]               |
| News18 Reel Movie Awards                 | 26 March 2019        | Meilleur montage                   | Nitin Baid                                                        | Lauréat    | [ 10 ]               |
| Screen Awards                            | 16 décembre 2018     | Meilleure actrice                  | Alia Bhatt                                                        | Lauréat    | [ 11 ] [ 12 ] [ 13 ] |
| Screen Awards                            | 16 décembre 2018     | Meilleur chanteur de playback      | Arijit Singh (for the song "Ae Watan")                            | Lauréat    | [ 11 ] [ 12 ] [ 13 ] |
| Screen Awards                            | 16 décembre 2018     | Meilleure chanteuse de playback    | Harshdeep Kaur (for the song "Dilbaro")                           | Lauréat    | [ 11 ] [ 12 ] [ 13 ] |
| Screen Awards                            | 16 décembre 2018     | Meilleur parolier                  | Gulzar (for the song "Ae Watan")                                  | Lauréat    | [ 11 ] [ 12 ] [ 13 ] |
| Screen Awards                            | 16 décembre 2018     | Meilleure direction artistique     | Amit Ray, Subrata Roy                                             | Lauréat    | [ 11 ] [ 12 ] [ 13 ] |
| Zee Cine Awards                          | 19 mars 2019         | Meilleur film                      | Vineet Jain, Hiroo Yash Johar, Karan Johar and Apoorva Mehta      | Lauréat    | [ 14 ]               |
| Zee Cine Awards                          | 19 mars 2019         | Meilleure réalisation              | Meghna Gulzar                                                     | Nomination | [ 14 ]               |
| Zee Cine Awards                          | 19 mars 2019         | Meilleure actrice (Populaire)      | Alia Bhatt                                                        | Lauréat    | [ 14 ]               |
| Zee Cine Awards                          | 19 mars 2019         | Meilleure actrice (Critiques)      | Alia Bhatt                                                        | Nomination | [ 14 ]               |
| Zee Cine Awards                          | 19 mars 2019         | Meilleur second rôle masculin      | Jaideep Ahlawat                                                   | Nomination | [ 14 ]               |
| Zee Cine Awards                          | 19 mars 2019         | Meilleur direction musicale        | Shankar–Ehsaan–Loy                                                | Nomination | [ 14 ]               |
| Zee Cine Awards                          | 19 mars 2019         | Meilleures paroles de chanson      | Gulzar for "Dilbaro"                                              | Lauréat    | [ 14 ]               |
| Zee Cine Awards                          | 19 mars 2019         | Meilleures paroles de chanson      | Gulzar for "Ae Watan"                                             | Nomination | [ 14 ]               |
| Zee Cine Awards                          | 19 mars 2019         | Meilleur chanteur de playback      | Arijit Singh for "Ae Watan"                                       | Nomination | [ 14 ]               |
| Zee Cine Awards                          | 19 mars 2019         | meilleure chanteuse de playback    | Harshdeep Kaur and Vibha Saraf for "Dilbaro"                      | Lauréat    | [ 14 ]               |